# Castillo Overlook
El castillo Overlook, es una edificación histórica situada Asheville, Carolina del Norte, Estados Unidos. Fue construido desde 1912 hasta 1914 por Fred Seely Loring, el yerno de Edwin Wiley Grove; construyó el castillo de su padre en la cima de la montaña de la puesta del sol. El castillo comprende cerca de 6 acres (2.4 ha).

## Historia
La casa ha tenido cinco propietarios conocidos. Los Seelys vivieron allí hasta 1942, cuando el Sr. Seely murió a los 70 años. En el invierno de 1949, Evelyn Grove Seely, hija del empresario Edwin Wiley Grove y viuda de Fred Seely, ofreció vender su antigua casa para el segundo dueño, Asheville-Biltmore College. El colegio estaba allí desde 1949 hasta 1961, hasta que superó las instalaciones disponibles. El tercer propietario fue el señor Jerry Sternberg. Se mejoró el sistema de calefacción del carbón y se trabajó en un nuevo techo de la estructura. Él planeó convertir la casa en un museo, pero su plan nunca llegó a realizarse. Luego trató de convertir el sitio en una organización sin fines de lucro. El propietario actual del sitio es la familia Wells. Lo adquirió en 1984 y lo restauró.

## Patrimonio
El castillo fue introducido en el Registro Nacional de Lugares Históricos el 22 de octubre de 1980.